# Polgár Rózsa
Polgár Rózsa (Szombathely, 1936. november 23. – Budapest, 2014. május 22.) Kossuth-díjas magyar textilművész, gobelinművész.

## Életútja
Polgár László és Horváth Rózsa házasságából született. Felsőfokú tanulmányokat Budapesten, az Iparművészeti Főiskolán folytatott szövött kárpit és gobelin szakon (1962–1967). 1961-ben ment férjhez, férje Harmati Béla nyugalmazott evangélikus püspök-elnök, házasságukból két fiúgyermek született. (Béla, László, 1966 és Gergely Ádám, 1969). 1967 óta szabadfoglalkozású textilművész. 1968 és 1970 között Nyugat-Európában járt tanulmányúton (Svájc, Franciaország, NSZK). Később hosszabb időn (1981–1987) keresztül Genfben alkotott.
A rendszerváltás után 1992 óta a Széchenyi Irodalmi és Művészeti Akadémia egyik alapító tagja és rendes tagja. Műveit közgyűjtemények őrzik, köztük a budapesti Iparművészeti Múzeum és a Szombathelyi Képtár.

## Művészete
Pályája kezdetén selyemfestéssel foglalkozott, majd színházi jelmezeket és kellékeket tervezett. Az 1970-es évek végén tért vissza a szövéshez, a gobelinhez. Egy-egy korszakból kiemel köznapi tárgyakat, s azokat jeleníti meg gobelinjein, melyek által szimbolikus jelentéseket tár a néző elé. Lírai és szakrális témákat dolgoz fel. Ismertebb művei:
- Mellényke;
- Fontos kis zsebkendő;
- Gyermektakaró (1979);
- Katonapokróc 1945-ből (1980);
- Hommage à Luther (1983)
- Ablakok I-II; Esernyő; Ködmön (1984)
- Vándortarisznya;
- Relatív szabadság (1987)
- Tisztelet Ferenczy Noéminak (1990);
- Triptichon (1993);
- Himnusz (1996)

## Könyvek
- Szövött kárpitok; Polgár Rózsa, Bp., 2001
- Tarisznyakönyv. Polgár Rózsa kárpitjai versekkel; szerk. Zászkaliczky Zsuzsanna; Luther, Bp., 2007
- Szövött kárpitok; Polgár Rózsa, Bp., 2011

## Kiállításai (válogatás)[2]

### Egyéni
- 1969 • Centre Oecuménique, Genf
- 1977 • Pataky Művelődési Ház, Budapest • Horváth Endre Galéria, Balassagyarmat
- 1978 • Rzezby G., Varsó
- 1979 • Ifjúsági Ház, Zalaegerszeg
- 1980 • Handwerksforum, Kassel, Hessen tartomány, Németország (katalógussal)
- 1981 • Kultúrház, Dombóvár (kat.) • Fészek Galéria, Budapest
- 1984 • Galerie Faust, Genf
- 1985 • Dominikanerkloster Galerie, Frankfurt am Main • Galerie Muscade, Párizs
- 1987 • Genf
- 1988 • Jurisics Művelődési Központ, Kőszeg (katalógussal)
- 1991 • Dreifaltigkeitskirche, Ulm (Németország)
- 1993 • Akadémiai székfoglaló kiállítás, Vigadó Galéria, Budapest (katalógussal)
- 2000 • Magyar Köztársaság Nagykövetsége, Bécs
- 2001 • Válogatás 25 év kárpitjaiból, Műcsarnok, Budapest • Körmendi Galéria, Sopron
- 2002 • Magyar Kultúra Alapítvány, Budapest
- 2006 • Új művek, Egry József Emlékmúzeum, Badacsony
- 2008 • Gödöllői Királyi Kastélymúzeum, Gödöllő
- 2009 • 2010 • Erdős Renée Ház, Budapest[3]
- 2010 • Budapest Fasori Evangélikus Egyházközség

### Csoportos
- 1972 • Öltözködés '72, Ernst Múzeum, Budapest
- 1973 • Triennale di Milano, Milánó
- 1974 • Mai Magyar Iparművészet II., Iparművészeti Múzeum, Budapest
- 1976 • Textilgrafika, Magyar Nemzeti Galéria, Budapest • La Tapisserie Moderne en Hongrois, G. Yaha, Tunisz
- 1980 • 6. Fal- és Tértextil Biennálé, Savaria Múzeum, Szombathely • A kéz intelligenciája, Műcsarnok, Budapest
- 1981 • Objektek, szituációk és ellenpontok lágy anyagokkal, Műcsarnok, Budapest
- 1982 • 4. Nemzetközi Miniatűrtextil Biennálé, Savaria Múzeum, Szombathely • Miniatures Textil Suisses/2, Galerie Filambule, Laussane
- 1983 • Országos Iparművészeti kiállítás, Műcsarnok, Budapest
- 1984 • 5. Nemzetközi Miniatűrtextil Biennálé, Savaria Múzeum, Szombathely
- 1985 • Kortárs Magyar Textil, Városi Múzeum, Pozsony • Nemzeti Múzeum, Prága • Miniatures Textil Suisses/3, Galerie Filambule, Laussane
- 1986 • 9. Fal- és Tértextil Biennálé, Savaria Múzeum, Szombathely • Magie de la Tapisserie VI., Palais de l'UNESCO, Párizs
- 1987 • Tapisserie Contemporaine, Salon d’Automne, Grand Palais, Párizs • Contemporary Hungarian Textiles 1933–1986, Castel Museum, Nottingham, Wapping Art Centre, London • Casper Arts Gallery, Barnsley (GB), City Arts Gallery, Leicester (Egyesült Királyság)
- 1988 • Eleven textil, Műcsarnok, Budapest
- 1989 • Textilbiennálék 1970–1988, Kulturális Központ, Muraszombat, (Jugoszlávia)
- 1990 • Szombathelyi Biennálék díjazottjainak kiállítása, Szombathelyi Képtár, Szombathely
- 1991 • A Ferenczy Család, Vigadó Galéria, Budapest • A kis csomag, Iparművészeti Múzeum, Budapest
- 1992 • 12. Magyar Textilbiennálé (Fal- és Tértextil Biennálé), Szombathelyi Képtár, Szombathely • Hungary Festival in Japan, Metropolitan Art Space, Tokió
- 1993 • 2. Triennale Internationale de Tournai, Maison de la Culture, Tournai (Belgium)
- 1999 • Szövött emlékezet 1956, Hegyvidéki Kortárs Galéria
- 2000 • HÍD 2000, Kecskeméti Képtár
- 2001 • Ipar-Művészet. Millenniumi iparművészeti kiállítás, Műcsarnok
- 2002 • Batthyány-kastély, Körmend • Budavári Kárpitműhely
- 2003 • Nádasdy-vár, Sárvár • Városi Könyvtár, Győr • Magyar Kulturális Központ, Párizs
- 2004 • Bencés Apátság, Tihany
- 2005 • Városi Képtár, Orosháza
- 2006 • Mai Magyar Mesterművek : 2006 (Kiállító művészek: Bajkó Anikó, Borbás Dorka, Csíkszentmihályi Réka, Hollósy Katalin, Laczák Géza, Máté János, Mészáros Éva, Polgár Ildikó, Polgár Rózsa, Sipos Éva, Várbíró Kinga Evelin, Zelenák Katalin.) Iparművészeti Múzeum, Budapest
- 2007 • Vonaljátékok – Játékos vonalak (Kiállító művészek: Balás Eszter, Benes József, Farkas Ádám, Gyémánt László, Hauser Beáta, Kodolányi László, Kovács Péter, Kőnig Frigyes, Pasqualetti Eleonóra, Polgár Rózsa, Sulyok Gabriella, Szöllőssy Enikő.) Nemzeti Táncszínház Kerengő Galériája, Budapest

### Köztéri művei
- Evangelische Kirche, Friedenspark, Kassel;
- Evangelische Kirche, Dominikanerkloster, Frankfurt am Main;
- Organisation Mondiale de la Propriété Intellectuelle, Genf;
- Evangélikus templom, Siófok;
- Szárnyas oltárkép, Evangélikus-Református templom, Hévíz, (1994)[4]
- Christus Victor Quia Victima (=Krisztus a győztes áldozat) című kárpitja 2004 óta a rákoshegyi evangélikus templom oltárképe.

## Díjak, elismerések (válogatás)
- A milánói triennálé ezüstérme (1973)
- A szombathelyi fal- és tértextilbiennálé első díja (1980, 1986)
- Munkácsy-díj (1991)
- Kossuth-díj (1999)